# Hyagnis gabonicus
Hyagnis gabonicus là một loài bọ cánh cứng trong họ Cerambycidae.